# Mary Mercury Roth

Marie Mercury Roth

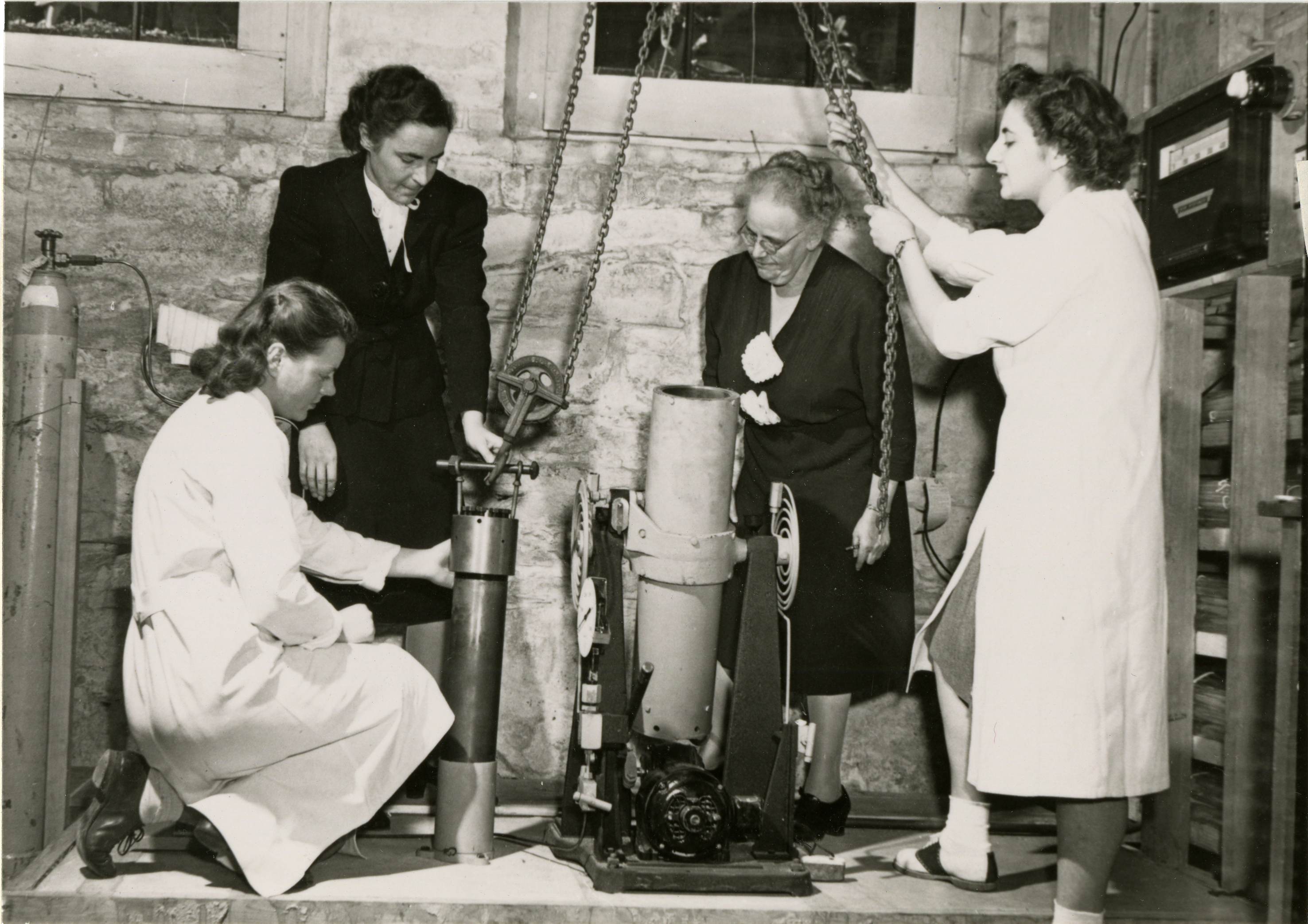
Foto der Chemikerinnen Kathleen Zier, Anna Jane Harrison, Mary Sherrill, Marie Mercury, 1947

 Marie Mercury Roth (* 30. April 1926 in Boston, Massachusetts; † 3. Januar 2020 in Wauwatosa, Wisconsin, USA) war eine US-amerikanische Chemikerin. Sie war die erste Frau, die an der University of Wisconsin-Madison in Chemie promovierte.

## Leben und Werk
Roth war die Tochter von Nicholas und Josephine (Borré) Mercurio. Sie besuchte die Girls’ Latin School of Boston und studierte anschließend Chemie am Mount Holyoke College in South Hadley. Sie erwarb dort 1945 den Bachelor of Arts summa cum laude und 1947 den Master of Arts. Zu ihren Professoren gehörten dort Anna J. Harrison, Mary Lura Sherrill, Emma P. Carr und Lucy Weston Pickett. 1951 promovierte sie an der University of Wisconsin-Madison bei William Summer Johnson in organischer Chemie über die Anwendung der Favorskii-Umlagerung auf das Problem der Winkelmethylierung. Sie war Mitglied von der akademischen Ehrengesellschaft Phi Beta Kappa und der wissenschaftlichen Ehrengesellschaft Sigma Xi.
1951 heiratete sie den Lebensmittelchemiker Donald Roth, mit dem sie vier Kinder bekam. Obwohl sie von PPG Industries als Forschungschemikerin eingestellt wurde, durfte sie nach ihrer Schwangerschaft nicht in Laboren arbeiten. Stattdessen wurde sie mit Bibliotheksforschungsarbeiten zur Emulsionspolymerisation beauftragt. Während ihr Mann Fakultätsmitglied am Medical College of Wisconsin wurde, arbeitete sie in der Privatwirtschaft und unterrichtete mit Lehraufträgen am Carroll College, der University of Wisconsin–Milwaukee und der Marquette University. In den späten 1970er Jahren arbeitete sie an dem Medical College of Wisconsin.
1982 war sie Herausgeberin des Amalgamator, des Bulletins der Milwaukee-Sektion der American Chemical Society. 1985 wurde sie Vorsitzende der Milwaukee-Sektion der American Chemical Society.

## Veröffentlichungen (Auswahl)
- Application of the Favorskii rearrangement to the problem of angular methylation. 1951.